# Šesnaest kraljevstava
Šesnaest kraljevstava (kineski: 十六國 / 十六国; pinyin: Shíliù Guó), također Šesnaest država, je naziv za niz kratkotrajnih država koje su postojale na području Kine od 304. do 439. godine. One su nastale nakon što je u ustanak Wu Hua 316. god. došlo do kolapsa vlasti dinastije Jin čiji su se ostaci povukli na područje južne Kine. Razdoblje je formalno završilo 439. godine kada je područje Sjeverne Kine ujedinjeno pod vlašću dinastije Sjeverni Wei.
Izraz „Šesnaest kraljevstava” je prvi put upotrijebio Cui Hong u svojoj knjizi  Anali Proljeća i Jeseni Šesnaest kraljevstava (十六国春秋, Shíliùguó Chūnqiū) u kojoj je opisao povijest sljedećih država: Han Zhao, Kasniji Zhao, Cheng Han, Raniji Liang, Kasniji Liang, Sjeverni Liang, Zapadni Liang, Južni Liang, Raniji Yan, Kasniji Yan, Sjeverni Yan, Južni Yan, Raniji Qin, Kasniji Qin i Zapadni Qin te Xia. Kasniji povjesničari su ga koristili i za druge države koje su postojale u razdoblju od 304. do 439. godine.
Gotovi svi vladari tih država su pripadali Wu Hu narodima, ali su se nazivali carevima. Četiri od šesnaest država su, pak, formirali Kinezi, a to su Sjeverni Yan, Zapadni Liang, Raniji Liang i država Wei. Mnoge od tih država nisu bile formalno-pravno samostalne, odnosno nalazile su se u vazalnom odnosu s drugim državama pa je tako Raniji Liang bio vazal dinastije Jin. Iako je osnovana u istom razdoblju, država Sjeverni Wei se tradicionalno ne smatra dijelom Šesnaest kraljevstava.

## Povijest
Prije razdoblja Šesnaest kraljevstava, tadašnjim Kineskim Carstvom vladala je dinastija Jin. No, među njezinim članovima su izbili žestoki sukobi za vlast, kasnije poznati kao Rat Osam prinčeva (291. – 307.), a koji su za posljedicu imali pustošenje velikih dijelova sjeverne Kine, na koje su se doselili Wu Hu nomadi, dijelom kako bi služili kao najamnici u vojskama zaraćenih prinčeva. Jedan od njihovih vođa, Liu Yan, koji je kao vazal vladao Xiongnuom u današnjoj pokrajini Shanxi, je 304. godine iskoristio slabost kineske vlasti kako bi proglasio nezavisnost i osnovao državu Han Zhao, koja se smatra prvim od Šesnaest kraljevstava. Dinastija Jin ne samo da nije uspjela ugušiti ovu pobunu, nego joj je Liu Yan, prije svega koristeći vojnički talent Shi Lea, vazalnog vojskovođe iz naroda Jie, nanio katastrofalni poraz kod Yongjie, a koji je za posljedicu imao gubitak prijestolnice Luoyang, a nekoliko godina kasnije i Chang'ana. Dva cara su zarobljena i kasnije pogubljeni, a preživjeli članovi dinastije su se povukli na jug gdje su osnovali tzv. Istočnu dinastiju Jin. Odatle će sljedećih nekoliko desetljeća pokušavati povratiti vlast nad sjevernom Kinom, ali bez nekih većih ili trajnijih rezultata.
Država Han Zhao, međutim, nije uspjela nametnuti svoju hegemoniju drugim Wu Hu narodima i entitetima, uključujući Shi Lea koji je godine 329. uništio Han Zhao i osnovao državu Kasniji Zhao, prvu koja je, iako privremeno i uz mnogo nasilja, uspjela ujediniti nekadašnja carska područja sjeverne Kine. No, Shi Leove metode vladavine su izazvale omraženost Jiea, kako među drugim Wu Hu narodima tako i na sjeveru među preostalim Kinezima koji su postali njegovi podanici. Shi Leova smrt i krvava borba za vlast među njegovim nasljednicima bila je prigoda kineskom velikodostojniku Ran Minu da 350. god. preuzme vlast, osnuje državu Ran Wei i otpočne kratkotrajni, ali krvavi Wei-Jie rat protiv Jiea u kojemu je taj narod gotovo istrijebljen, i koji se smatra jednim od prvih zabilježenih genocida u svjetskoj povijesti.
Ran Wei, međutim, nije imala snage da se suprotstavi drugim Wu Hu narodima, prije svega Xianbeima na sjeveroistoku, koji su pod klanom Murong osnovali državu Raniji Yan, kao i Dijevima sa zapada koji su osnovali državu Raniji Qin. Između ta dva entiteta se sljedećih nekoliko decenija vodila borba za prevlast nad sjevernom Kinom. Na kraju je kao pobjednik iz te borbe, koristeći dijelom i unutrašnje sukobe u Ranijem Yanu, izašao Fu Jian, vladar Ranijeg Qina, koji je 370. godine uništio i anektirao Raniji Yan, a do 376. godine pokorio ne samo područje Sjeverne, nego i dio Jugozapadne Kine.
Pokušaj Fu Jiana da uništi dinastiju Jin i tako ponovno ujedini Kinu pod svojom vlašću je 383. godine doživio katastrofalan neuspjeh u bitci na rijeci Fei. To je bio signal za dotadašnje podanike njegove države da dignu sveopći ustanak, koji je za rezultat imao naglo slabljenje države Raniji Qin, odnosno početak novog razdoblja nestabilnosti i stalnih ratova između manjih entiteta koji su pokušali postati njegovim nasljednicima. Tu je situaciju djelomično iskoristila dinastija Jin koja je početkom 5. stoljeća uspjela povratiti prije stotinu godina izgubljena područja južno od Žute rijeke, ali i dotada marginalizirani Xianbei klan Tuoba koji je 386. godine na području današnje Unutarnje Mongolije osnovao državu poznatu kao Sjeverni Wei. Njezini vladari su postupno porazili sve Wu Hu suparnike, a 439. godine, kada je na krajnjem zapadu Kine likvidirana država Sjeverni Liang, cijela je sjeverna Kina došla pod njezinu vlast. Time je okončano dugo razdoblje nasilja i nestabilnosti, a Kina, iako još uvijek razjedinjena, ušla u nešto mirnije doba koje će biti poznato kao razdoblje Južnih i Sjevernih dinastija.